# Arnau (banda)
Arnau es un grupo musical kazajo de KZpop.

## Comienzos
Se compone de Nurjan Kermenbaev y Janar Xamitova. En el 2006 ambos se encontraban en el dúo final del concurso de televisión SuperStar KZ, y lograron mucho éxito debido a sus potentes voces y sus grandes talentos artísticos. Nurjan Kermenbaev ganó el SuperStar KZ y comenzó con su proyecto artístico musical.
Posteriormente, los jóvenes artistas fueron invitados a probar su talento. Nurjan entró en el grupo "Percy" (Los pimentos) y Janar Xamitova entró a formar parte del grupo "China Town girls ", dónde trabajaron durante aproximadamente 1 año. Posteriormente, en el 2008, los dos vocalistas se reunieron dando lugar a la formación del grupo Arnau. En el año transcurrido desde la final del concurso, este dúo realizó decenas de conciertos en todo Kazajistán. La canción "Seneñ basqa" (Este amor) fue la más exitosa de Nurjan y Janar, ocupó el primer lugar en la lista de éxitos del canal de televisión ruso durante aproximadamente 5 semanas, y hasta el momento se encuentra en el puesto nº 20. también ocupó el primer puesto en la lista de singles de KZMZ, la lista de ventas oficial.
Las razones para crear el dúo «Arnau» fueron varias: en la actualidad hay escenario nacional y necesidad de proyectos originales debido al desarrollo de una moderna cultura de masas en el mundo del espectáculo de Kazajistán en su conjunto; en segundo lugar, el formato de dúo romántico originalmente atrajo gran interés en la opinión pública y, en tercer lugar, el que ambos cantantes del dúo mantienen una relación personal.

## Logros
- Arnau ya ha conseguido grabar algunas canciones.
- Anau ha conseguido fama además de en Kazajistán, en China, Rusia, Kirguistán, Uzbekistán y Taiwán.

## Integrantes
- Nurjan Kermenbaev proviene de la región de Karaganda, nació en el seno de una familia minera de la ciudad Satpayev. Su cancióm más destacada es Desperté y no estabas aquí.

- Janar Xamitova es originaria de la ciudad de Karkaraly, y canta desde su infancia.

## Discografía

### Singles
- 2008: Seneñ basqa
- 2008: Maxabbat jalını
- 2009: Maxabbat jırı
- 2009: Égiz lebiz
- 2010: Añsarım sen

### Álbumes
- 2010: Maxabbat jırı♥